# بوب فراي (لاعب كرة قدم أمريكية)
بوب فراي (بالإنجليزية: Bob Fry) هو لاعب كرة قدم أمريكية أمريكي، ولد في 11 نوفمبر 1930 في سينسيناتي في الولايات المتحدة.

## وصلات خارجية
- بوب فراي على موقع مرجع كرة القدم المحترفة.كوم (الإنجليزية)